# Joaquín Garrido
Joaquín Garrido (Ciudad de México, México, 17 de mayo de 1952) es un actor mexicano de cine y televisión.

## Biografía
En una familia fanática a la música y de tradición cinematográfica nace Joaquín Felipe de Jesús Garrido Valdez el 17 de mayo de 1952. Ha participado en más de 44 películas desde 1986.
En 1986 participa en su debut Chido Guan, el tacos de oro  donde interpretó a Javier, en 1993 participa en Acapulco H.E.A.T donde interpretó a Mustafa y ese mismo año participó en Valentina donde interpretó a Enrique.
En sus participaciones también se encuentran las telenovelas Amor descarado de 2003, La ley del silencio de 2005 y El encanto del águila junto a Ignacio López Tarso en 2011.
En 2013, Garrido participó en La patrona, junto a Aracely Arámbula, Jorge Luis Pila, Christian Bach, Erika de la Rosa, Gonzalo García Vivanco, Alexandra de la Mora y Aldo Gallardo.
En 2015, su más reciente participación fue Tierra de reyes, donde interpretó a Don Felipe Belmonte, y compartiendo créditos con Sonya Smith, Ana Lorena Sánchez, Kimberly Dos Ramos, Scarlet Gruber, Aarón Díaz, Gonzalo García Vivanco, Christian de la Campa y Fabián Ríos.

## Trayectoria
Algunas de las producciones en las que ha participado son:
- Tierra de reyes (2014-2015) - Don Felipe Belmonte
- Camelia la Texana (2014) - Don Arnulfo Navarro
- La patrona (2013) - Aníbal Villegas
- Infames (2012) - Leopoldo Rivas
- Mosquita y Mari (2012) - Mr. Olveros
- El encanto del águila (2011) - Bernardo Reyes
- The Kids Are All Right (2010) - Luis
- La ley del silencio (2005) - Pedro
- Zapata: amor en rebeldía (2004) - Victoriano Huerta
- Amor descarado (2003) - Eliodoro Galdames
- Todo por amor (2000) - Andrés
- Nada personal (1996) - señor X
- Valentina (1993) - Enrique
- Acapulco H.E.A.T (1993) - Mustafa
- Como agua para chocolate (1992) - Sargento Treviño
- Vida robada (1991) - Cuco
- Cenizas y diamantes (1990) - El Garnica
- Chido Guan, el tacos de oro (1986) - Javier